# Roberto Tagliabue
Roberto Tagliabue (ur. w XIX wieku, zm. w XX wieku) – włoski strzelec, medalista mistrzostw świata.
Był związany z Mediolanem.
Tagliabue 2 razy zdobył medal na mistrzostwach świata. Po raz pierwszy został drużynowym brązowym medalistą w pistolecie dowolnym z 50 m podczas turnieju w 1901 roku, osiągając drugi wynik w reprezentacji (skład zespołu: Lorenzo Borgogelli, Cristoforo Buttafava, Giuseppe Giuliozzi, Aventino Righini, Roberto Tagliabue). Drugi medal, srebrny, wywalczył rok później w tej samej konkurencji. Tym razem uzyskał przedostatni rezultat w zespole włoskim (skład drużyny: Pasquale Castellano, Aventino Righini, Giulio Sandri, Roberto Tagliabue, Luigi Tavelli).

## Wyniki

### Medale mistrzostw świata
Opracowano na podstawie materiałów źródłowych:
| Mistrzostwa  | Konkurencja                       | Wynik                             | Miejsce |
| ------------ | --------------------------------- | --------------------------------- | ------- |
| Lucerna 1901 | Pistolet dowolny, 50 m, drużynowo | 1901 pkt. (druż.) 412 pkt. (ind.) |         |
| Rzym 1902    | Pistolet dowolny, 50 m, drużynowo | 2140 pkt. (druż.) 410 pkt. (ind.) |         |